# Systeloglossum
Systeloglossum é um género botânico pertencente à família das orquídeas (Orchidaceae).